# Armée populaire de libération sahraouie

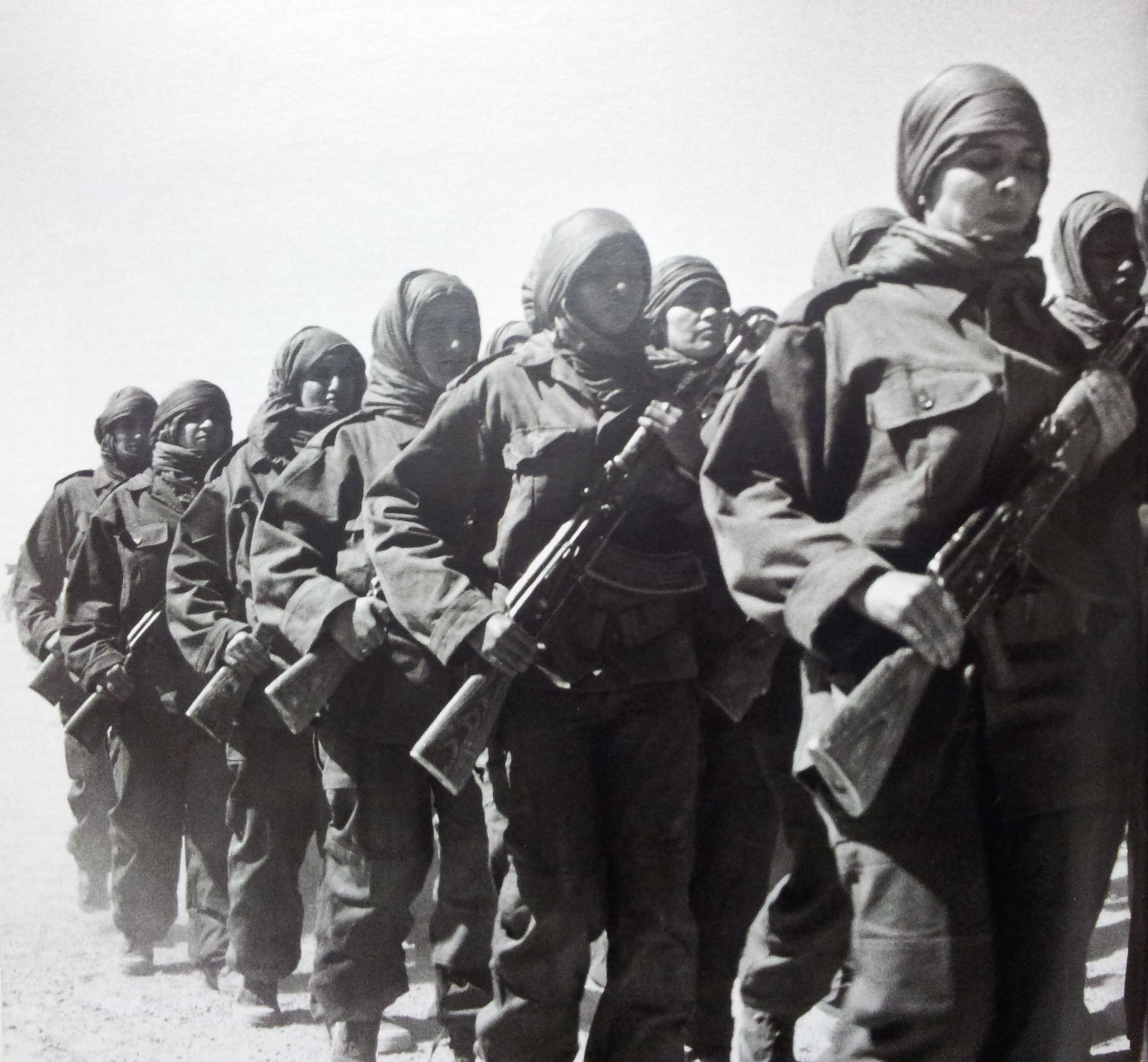
Des femmes soldats dans les rangs de l'Armée populaire de libération sahraouie

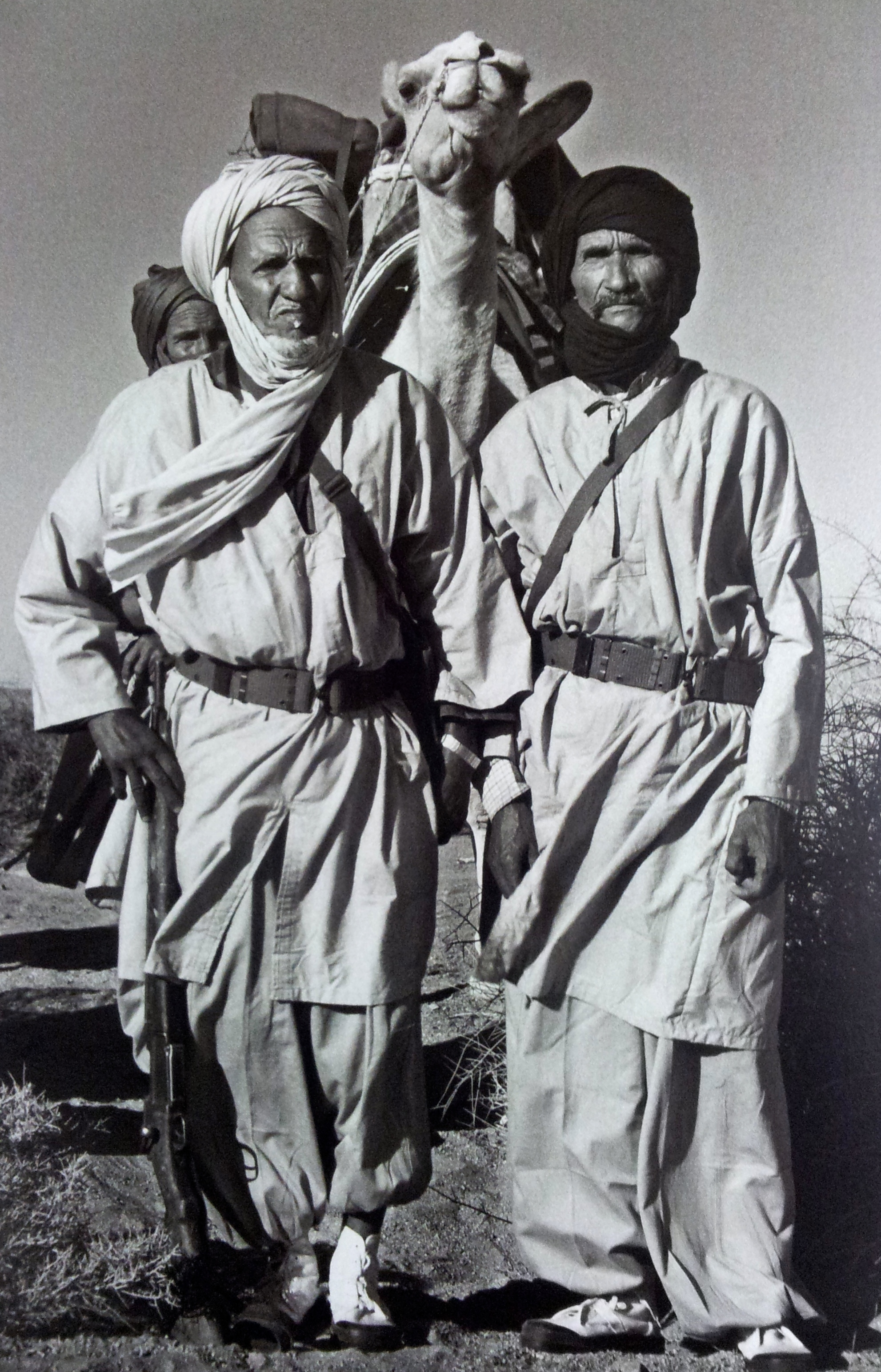
Des combattants sahraouis dans les rangs de l'Armée populaire de libération sahraouie

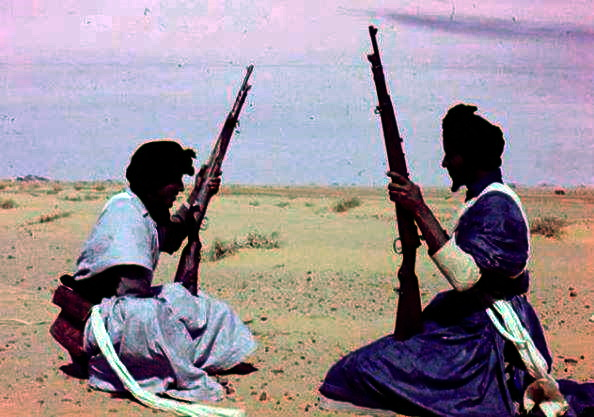
Combattants sahraouis pendant la guerre de libération 1979

 (juin 2016).
- Si vous ne connaissez pas le sujet, laissez ce bandeau (vous pouvez alors contacter les auteurs).
- Si vous supprimez le contenu mis en cause (vous pouvez préalablement contacter les auteurs),

argumentez précisément cette suppression dans la page de discussion
(un manque de référence n'est pas un argument ; une recherche réelle de référence doit avoir été effectuée, être formellement documentée).
 (mars 2013).
Si vous disposez d'ouvrages ou d'articles de référence ou si vous connaissez des sites web de qualité traitant du thème abordé ici, merci de compléter l'article en donnant les références utiles à sa vérifiabilité et en les liant à la section « Notes et références ».
L'Armée populaire de libération sahraouie (APLS) est l'appellation officielle des forces armées de la République arabe sahraouie démocratique (RASD). Sa création remonte au congrès fondateur du Front Polisario qui s'est tenu le 10 mai 1973, son objectif principal est la fondation d'un état indépendant dans le Sahara occidental, et son chef suprême est le secrétaire général du Front Polisario.
L'APLS s'est affrontée à la Mauritanie (1976-1979) et au Maroc (1976-1991). Depuis le cessez-le-feu de 1991, l'APLS contrôle la partie du Sahara occidental à l'est du mur marocain, soit environ 20 % du territoire.

## Structure et organisation

### Organisation
L’armée populaire de libération sahraouie compte une force de 3 000 à 5 000 combattants, hors réservistes (donnée de 2008), et est organisée en sept régions militaires : celles de Zoug, Tifariti, Mijek, Meres, Bir Lahlou, Tindouf et Sellaourich. À sa tête se trouve le secrétaire général du Front Polisario.
Chaque région militaire se compose de cinq à six bataillons, dont chacun est composé approximativement de quatre a cinq unités militaires. Généralement, chaque région militaire a également un bataillon de soutien afin d'appuyer un certain nombre de plus petites unités spécialisées fournissant une gamme de services, y compris des signaux et communications, combat et analyse tactique, endroit et forage médical, de l'eau, et réparation de véhicule et d'armements. Près de Tindouf, enfin, la 6e région militaire de l'APLS regroupe le commandement et la logistique générale. Elle compte plusieurs casernes, la caserne Hanafi gardant un important stock d’arme, des chars, des blindés, des canons et autre matériel militaire et munitions. La caserne Al Kaïda à quelques kilomètres et d’autres encore, dont des usines pour la fabrication du matériel destiné aux fantassins : chaussures, treillis, casquettes, etc.

### Unités

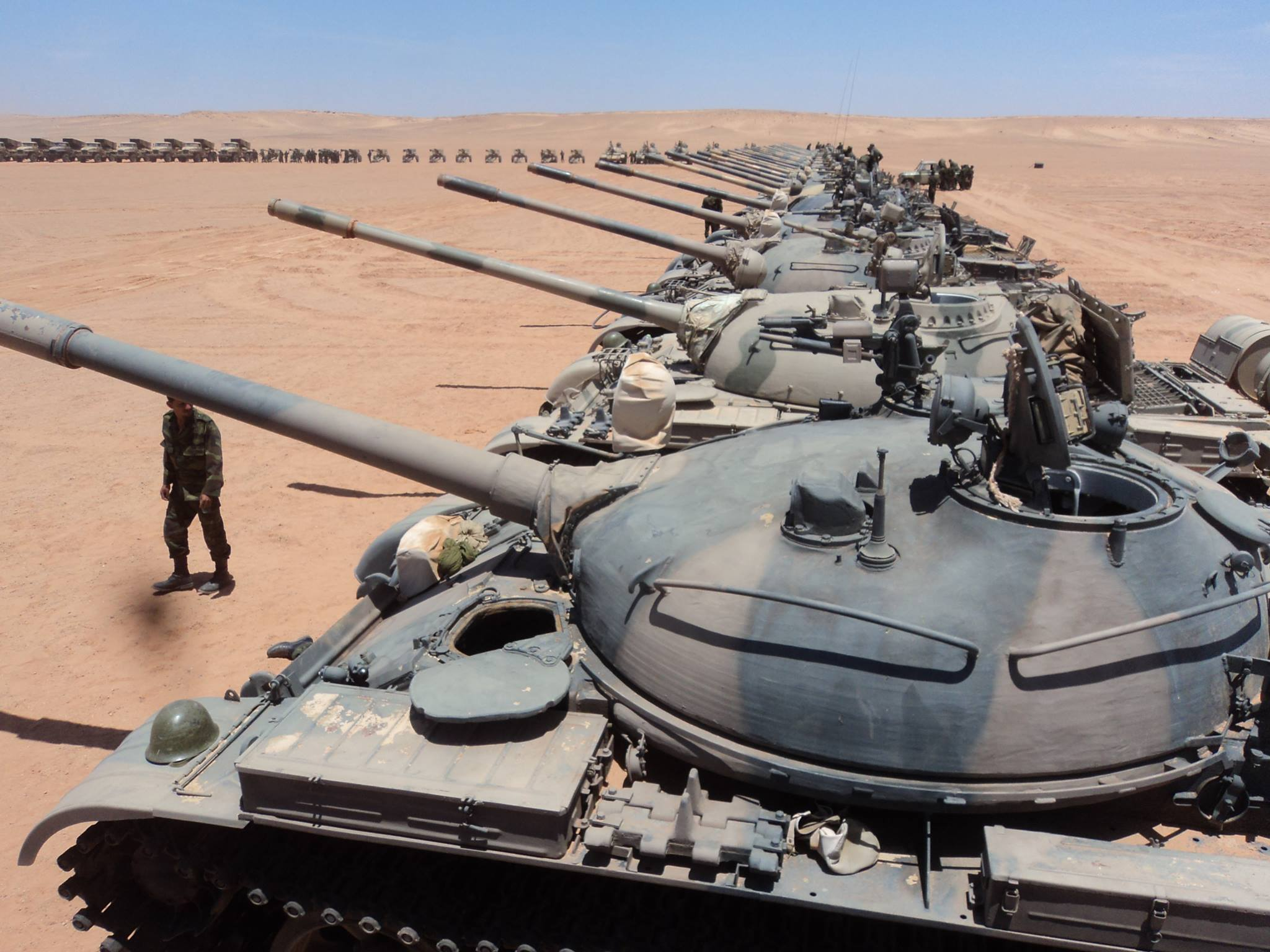
Une division blindée de l'ALPS en 2010

Les forces armées sahraouies peuvent aligner des unités organiques et/ou interarmes (infanterie motorisée et mécanisée, artillerie sol-sol et sol-air, blindés, etc.) jusqu’au niveau du bataillon. Les hommes bénéficient d’une solide expérience dans le domaine des opérations en milieu désertique. C’est notamment le cas des éléments d’encadrement, dont la plupart ont participé pendant plus d’une décennie au conflit contre le Maroc. Ce sont d’ailleurs ces mêmes vétérans de la longue guerre contre l’armée marocaine qui sont aujourd’hui les plus favorables à la reprise des hostilités avec le Maroc, seul moyen, selon eux, de régler une fois pour toutes le dossier du Sahara.
En 1972, Kadhafi demande à la Mauritanie d'armer le Polisario pour aider à fonder un mouvement de libération du Sahara, Mokhtar Ould Daddah refusera. Dès 1973, lors de la création du Polisario, la Libye offre des armes légères (AK-47,AKM, PKM)  qui serviront à attaquer les premières garnisons espagnoles. C'est en 1975 que l'Algérie commencera à armer, former et encadrer militairement le Front Polisario; en 1976 que cet apport deviendra massif. L'Algérie offre également des canons de 122 mm, tout le carburant nécessaire et la base arrière de Tindouf tandis que la Libye livre des transporteurs de troupes, des missiles et des roquettes.
L'essentiel de l'équipement de l'APLS est d'origine soviétique.
L'APLS regroupe :
- 3 bataillons de chars (T-55 et T-62)
- 6 bataillons mécanisées (BMP-1, jeeps souvent armées de mitrailleuses DShK ou KPV, moyens d'appui air/terre)
- 2-3 bataillons motorisés (BTR-60)
- des compagnies du génie
- des compagnies spéciales du type "commandos"
- une unité amphibie avec Zodiac
- deux batteries autonomes de système sol/air SA-6 « Gainful » (2K12 Kub). Dans les années 1980, la Yougoslavie et la Corée du Nord offrent des armes dont des SAM-6 et des SAM-7 que le Polisario utilisera en mars 1981 pour abattre un transporteur de troupes C 130, deux bombardiers F-5 et un hélicoptère Puma.
- Des BM-21 Grad

La tactique de l'APLS durant la Guerre du Sahara occidental, était très simple, elle comptait sur sa mobilité et sa connaissance du terrain également appelée rezzous, elle consistait à attaquer grâce à des colonnes rapides des postes militaires, villes et de se replier rapidement vers Tindouf en cas de danger. Mais après que les Français eurent lancé l'opération Lamentin, l'ALPS fut obligé de changer de tactique sur le front mauritanien pour une tactique de harcèlements et de sabotages. Elle continuera cependant ses rezzous contre le Maroc jusqu’à la construction du mur des sables car elle sera obligée pour passer le mur d'utiliser des chars lourds pour tenter des percées qui seront toutes repoussées.
En 2007, un programme de revitalisation a été entrepris par l’état-major de l’armée.
Selon le rapport du 12e congrès du Front Polisario en décembre 2007, « les Régions ont été dotées d’engins militaires, camions de transport de troupes et camions citerne. Des ateliers et des dépôts ont été construits à l’arrière, des installations et des centres militaires ont été bâtis dans les territoires libérés, la maintenance du matériel militaire a été assurée et un musée de l’armée construit. Les Régions militaires ont pu également bénéficier des services des missions médicales et des programmes de vacances estivales, de même qu’un niveau acceptable de soin et de nourriture leur a été assuré. L’intérêt porté à l’état général de l’armée s’est poursuivi et des visites sur place ont été établies, les programmes d’inspection ont été effectués. Les efforts visant l’élévation du niveau de l’armée ont été continus notamment à travers l’exécution de projets tactiques et par de nombreux programmes d’entraînement et de formation destinés à tous les niveaux. La cadence des recrutements a augmenté au long de cette période ce qui a permis l’alimentation régulière des régions militaires par des effectifs jeunes. Les rémunérations ont été régulières et revalorisées à hauteur de 75 %. Les Directions et écoles militaires ont été dotées d’un budget de gestion. Le déficit en cadres a été comblé. Des efforts ont été faits en direction des familles des martyrs, des blessés de guerre et des personnes âgées issues des rangs de l’armée. »
Parmi les activités de l'APLS figure le déminage du territoire sous son contrôle.

## Relations militaires internationales
En janvier 2009, TTU, une lettre indépendante et non institutionnelle d'informations stratégiques et de défense, a annoncé : « Pour la première fois depuis leur constitution, il y a désormais plus d’un quart de siècle, les forces armées sahraouies vont participer à une force multinationale, en l’occurrence l’African Stand-by Force (ASF) ou Force africaine d’alerte, dont la mise sur pied a été approuvée par le commissaire de l’Union africaine pour la paix et la sécurité. [...] C’est au sein de [la NASBRIG (brigade de l'Afrique du Nord)], qui regroupe l’Égypte, la Libye, la Tunisie, l’Algérie et la Mauritanie, que seront intégrés les militaires de la République Arabe Sahraouie Démocratique (RASD). Il s’agit, certes, d’une présence symbolique puisque les forces armées sahraouies fourniront l’équivalent d’une compagnie renforcée de type mixte (génie et reconnaissance), mais dont la signification politique n’échappe à personne, cela même si la RASD est membre à part entière de l’Union africaine. [...] Des responsables militaires sahraouis ont déclaré à TTU que la RASD était même prête à augmenter sa participation à l’ASF en fournissant, si nécessaire, une compagnie d’infanterie supplémentaire. » 